# هم‌ساخت‌گرایی

هموپلازی شباهت در یک ویژگی است که به‌طور ساده با نسب از یک نیای مشترک توضیح داده نمی‌شود.

هم‌ساخت‌گرایی یا هموپلازی (به انگلیسی: Homoplasy)، در زیست‌شناسی و تبارزایی، اصطلاحی است که برای توصیف یک ویژگی به کار می‌رود که به‌طور مستقل در دودمان جداگانه در طول تکامل به دست آمده یا از دست رفته است. این موضوع با موضوع دیگر مشابه یعنی هم‌ساخت‌شناسی متفاوت است، که اصطلاحی برای توصیف شباهت ویژگی‌هایی است که می‌تواند به‌طور مقتضی با نسب مشترک توضیح داده شود. هموپلازی می‌تواند از فشارهای گزینشی مشابهی که بر روی گونه‌های سازگار عمل می‌کند و اثرات رانش ژنتیکی ناشی شود.
اغلب، هم‌ساخت‌گرایی به عنوان یک شباهت در ویژگی‌های ریخت‌شناسی در نظر گرفته می‌شود. با این حال، هم‌ساخت‌گرایی ممکن است در انواع دیگر ویژگی‌ها نیز پدیدار شود، مانند شباهت در توالی ژنتیکی، انواع چرخه زندگی یا حتی ویژگی‌های رفتاری.

## ریشه‌شناسی
اصطلاح هموپلازی نخستین بار توسط ری لنکستر در سال ۱۸۷۰ به کار رفت. حالت صفت آن هموپلازیک یا هموپلازتیک است. این واژه از دو واژهٔ یونان باستان ὁμός (homós) به معنای «یکسان، همسان و مشابه» و πλάσσω (plássō) به معنای «شکل‌دادن، قالب زدن» گرفته شده است.

## تمایز همولوژی از هموپلازی
هموپلازی، به ویژه نوعی که در گروه‌های تبارزایی نزدیک‌تر رخ می‌دهد، می‌تواند آنالیز تبارزایی را چالش‌برانگیزتر کند. درختان تبارزایی اغلب با استفاده از تجزیه و تحلیل پرسیمونی انتخاب می‌شوند. این تجزیه و تحلیل‌ها را می‌توان با شخصیت‌های فنوتیپی و همچنین توالی‌های دی‌ان‌ای انجام داد. با استفاده از تحلیل پارسیمونی، فرضیه روابطی که به کمترین (یا کم‌هزینه‌ترین) تبدیل حالت کاراکتر نیاز دارند، بر فرضیه‌های جایگزین ترجیح داده می‌شوند. ارزیابی این درختان ممکن است به چالشی تبدیل شود که با وقوع هموپلازی در کاراکترهای مورد استفاده برای تجزیه و تحلیل مبهم شود. مهم‌ترین رویکرد برای غلبه بر این چالش‌ها، افزایش تعداد ویژگی‌های مستقل (غیرچندنمودی، غیرپیوسته) مورد استفاده در آنالیز تبارزایی است. همراه با تجزیه و تحلیل پارسیمونی، می‌توان یک تحلیل احتمال انجام داد، که در آن محتمل‌ترین درخت، با توجه به مدل خاصی از تکامل، انتخاب می‌شود و طول شاخه‌ها استنباط می‌شود.